# Vincenc František Štěpánek
Vincenc František Štěpánek (9. prosince 1862 Starý Mateřov  - 1936 tamtéž) byl český herec a otec herce Zdeňka Štěpánka.
Vincenc František Štěpánek se narodil 9. prosince 1862 ve Starém Mateřově. Byl mlynář a lihovarník. Stal se ochotnickým hercem a později i hercem divadelním; podle vzpomínek svého syna Zdeňka byl hudbymilovný a široce kulturně založený člověk. Také prý ovládal hru na 14 hudebních nástrojů. Zemřel v roce 1936 ve Starém Mateřově.